# Grand Coulee Dam
Grand Coulee Dam er en af verdens største vandkraftværks-dæmninger, beliggende i Columbia River i staten Washington i det nordvestlige USA.